# Ksar Beni Mhira (Zorgane)
Ne doit pas être confondu avec Ksar Beni Mhira (El Ataya).
Ksar Beni Mhira ou Ksar Ouled Mheri est un ksar de Tunisie situé dans le gouvernorat de Tataouine.

## Localisation
Le ksar sous la forme d'un parallélogramme (120 mètres sur 80) se situe sur une colline dans la plaine de la Djeffara, à proximité du village de Beni Mhira et de champs.

## Histoire
La fondation du ksar est datée de la fin du XIXe siècle.

## Aménagement
Le ksar compte entre 170 et 250 ghorfas selon les sources, réparties principalement sur deux étages (quelques-unes sur un étage).
L'ensemble est abandonné et de premiers signes d'ensablement sont visibles.